# Tafelwasser
Tafelwasser ist ein künstlich hergestelltes Erfrischungsgetränk. In der Regel besteht Tafelwasser aus Trinkwasser, das mit weiteren Zutaten angereichert wurde.
Es ist kein natürliches Mineralwasser und darf verschiedene Wasserarten enthalten. Tafelwasser kann überall zusammengemischt und abgefüllt werden, wobei zwar qualitätshygienische Anforderungen einzuhalten sind, aber keine amtliche Anerkennung erforderlich ist. Eine Etikettierung als natürliches Wasser ist verboten und die Angabe einer Ursprungsquelle oder eines Brunnens nicht zulässig. Somit ist es ein Getränk, das zwar Trinkwasser enthält, aber die Anforderungen an natürliches Mineralwasser nicht erfüllt.
Für industriell hergestellte Tafelwässer werden oftmals dem örtlich zur Verfügung stehenden Wasser weitgehend alle Inhaltsstoffe entzogen (Demineralisierung); anschließend wird wieder eine definierte Menge Mineralstoffe zugegeben, damit der Geschmack nicht vom Abfüllort abhängig ist. Diese Stoffe dürfen nach Maßgabe der Zusatzstoff-Zulassungsverordnung und im Rahmen des Lebensmittelrechts beigemischt werden. So werden z. B. Kohlenstoffdioxid, Speisesalz und andere Mineralsalze zugefügt, wobei stets die Vorgaben der Verordnung über natürliches Mineralwasser, Quellwasser und Tafelwasser zu beachten sind. Die so hergestellten Tafelwässer sind die Grundlage der meisten coffeinhaltigen Erfrischungsgetränke.
„Sodawasser“ ist ein Tafel- oder Mineralwasser mit mindestens 570 mg Natriumhydrogencarbonat pro Liter sowie Kohlendioxid.